# Žabče
Žabče gručasto naselje na severovzhodnem robu Tolminske kotlinice v Občini Tolmin. Ležijo na vznožju zahodnega pobočja Žabijskega vrha (772 m), na morenskem grušču nad levim bregom rečice Tolminke.
Zidane enonadstropne primorske hiše so po večini prenovljene in posodobljene. Pod vasjo so na terasah rodovitne njive. Prebivalci se še vedno ukvarjajo s planšarsko živinorejo. Večina jih je zaposlena v Tolminu. Ob cesti proti bližnjemu vojaškemu strelišču je po potresu leta 1976 nastalo naselje montažnih hiš.